# Église Sainte-Marie d'Espira-de-l'Agly
L'église Sainte-Marie est une église catholique située à Espira-de-l'Agly dans le département français des Pyrénées-Orientales en région Occitanie.

## Localisation
L'église est située dans le département français des Pyrénées-Orientales, sur la commune d'Espira-de-l'Agly.

## Historique
L'édifice est classé au titre des monuments historiques en 1886.

## Galerie

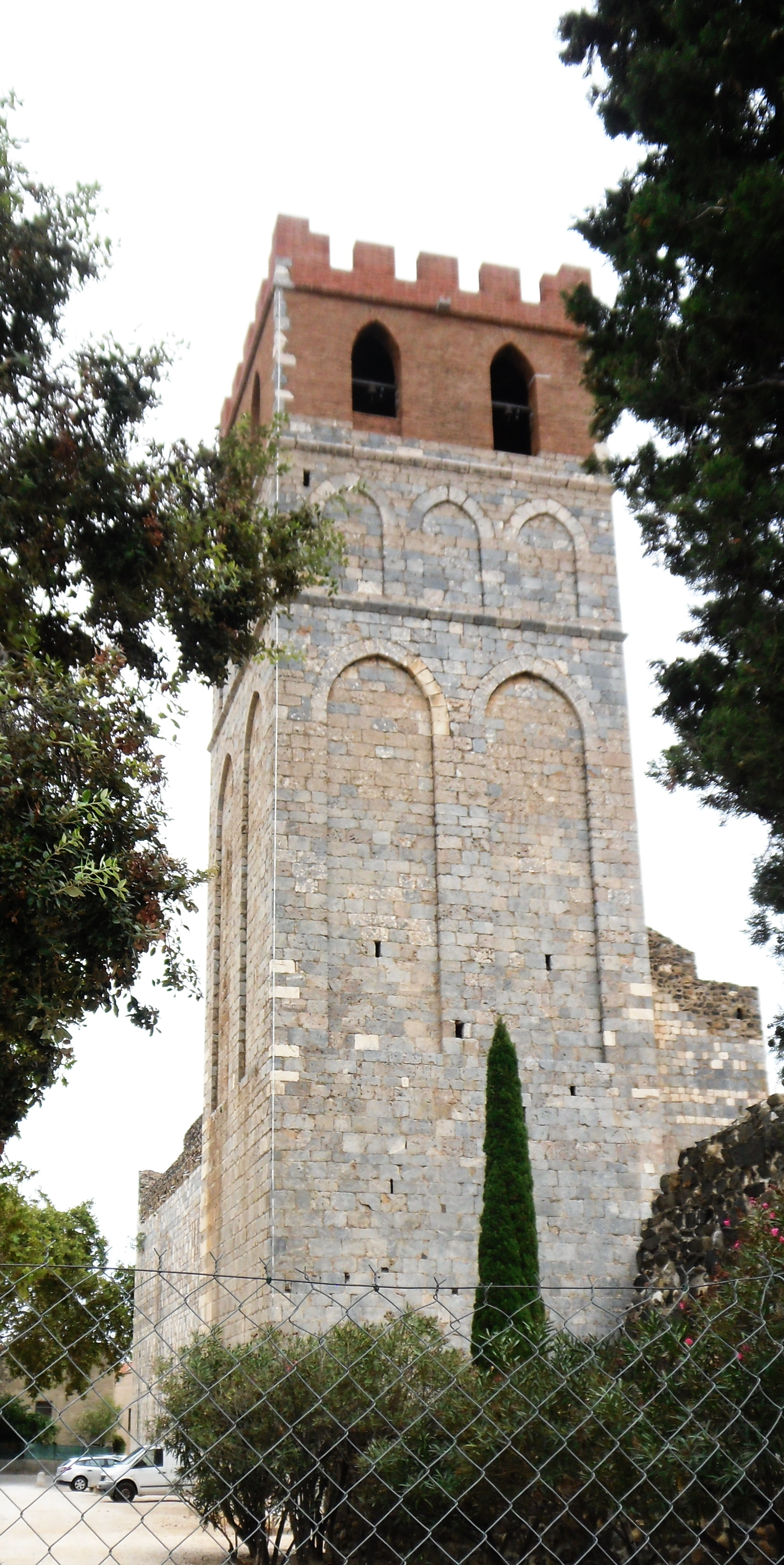
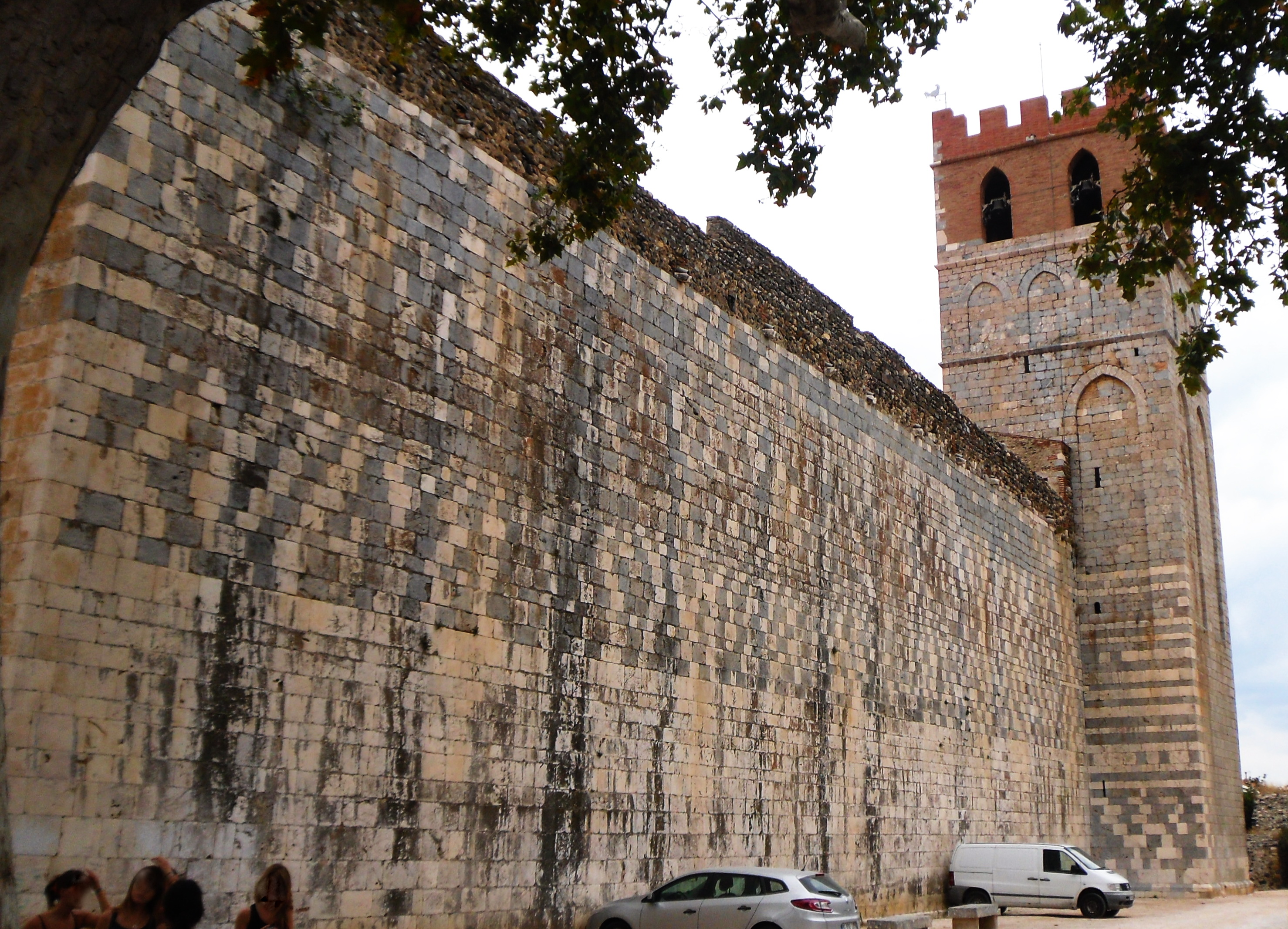
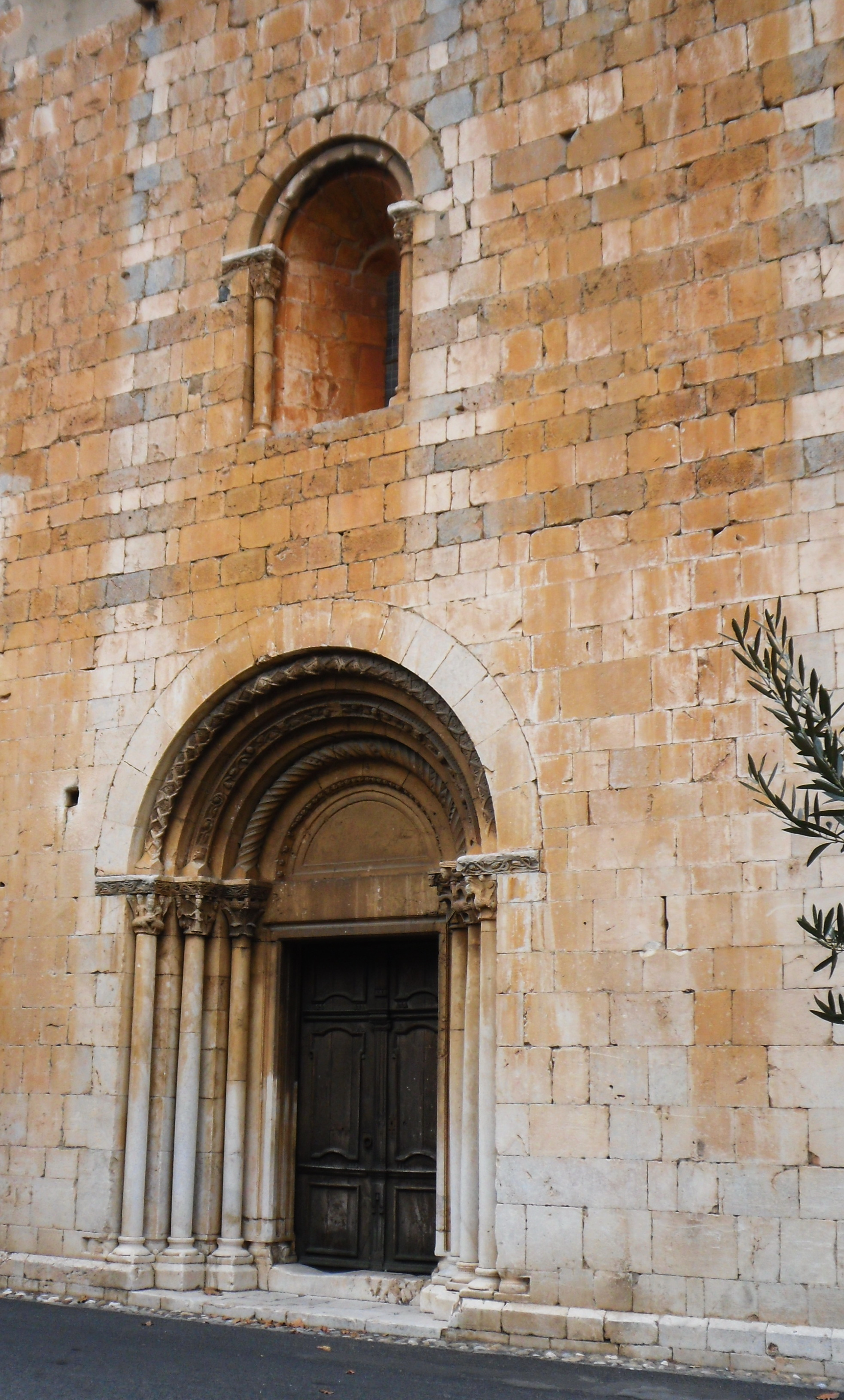
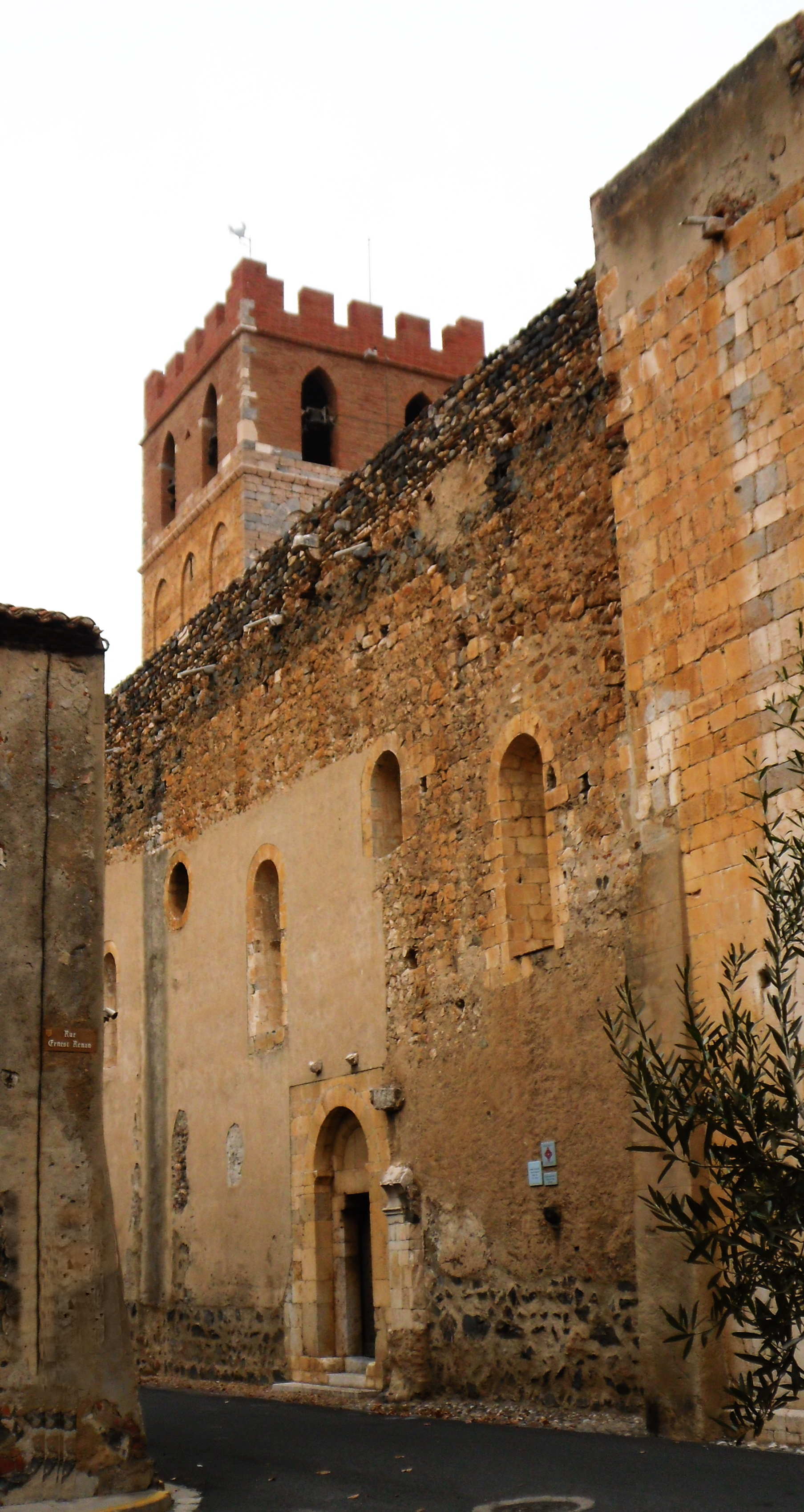
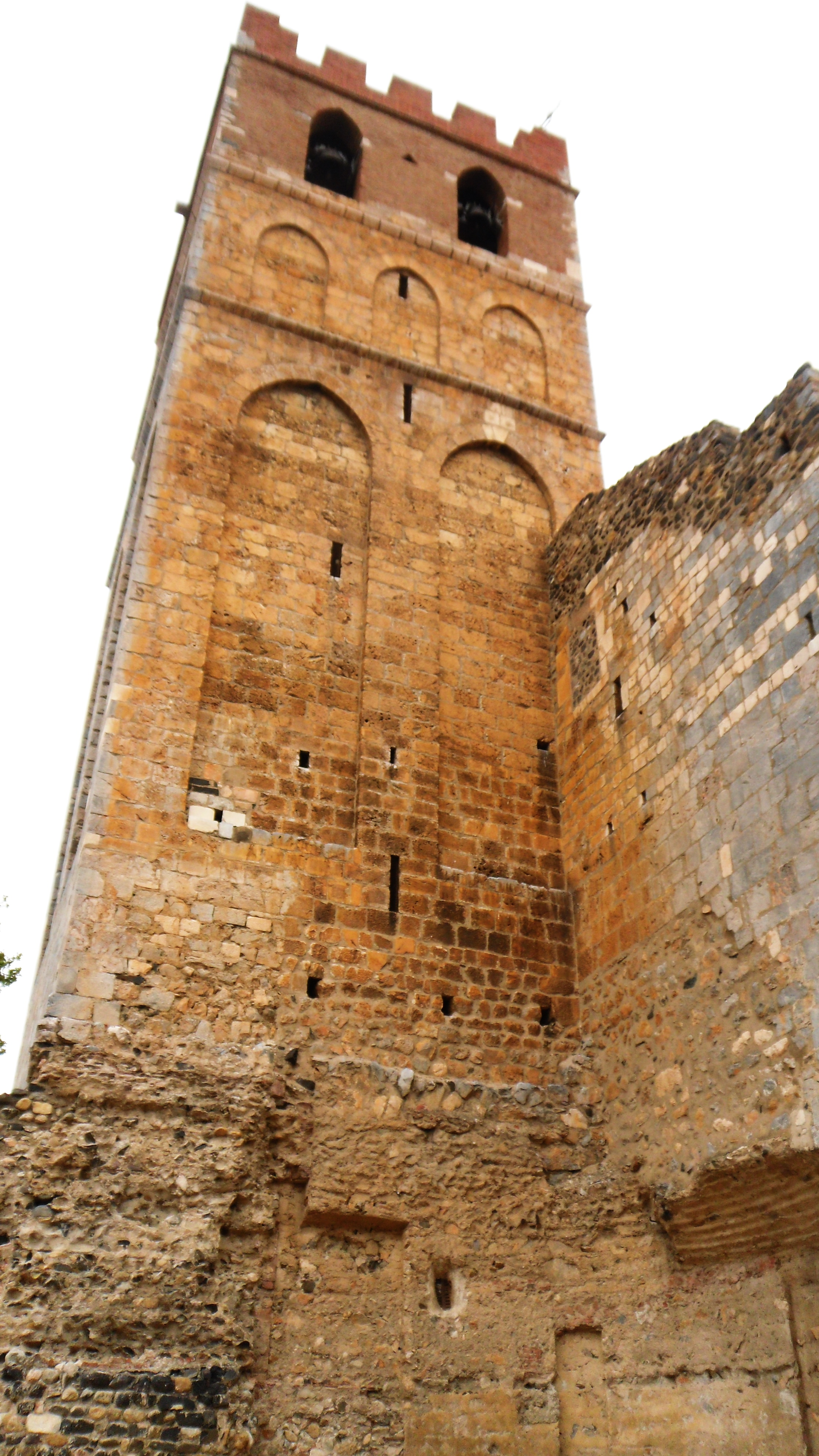
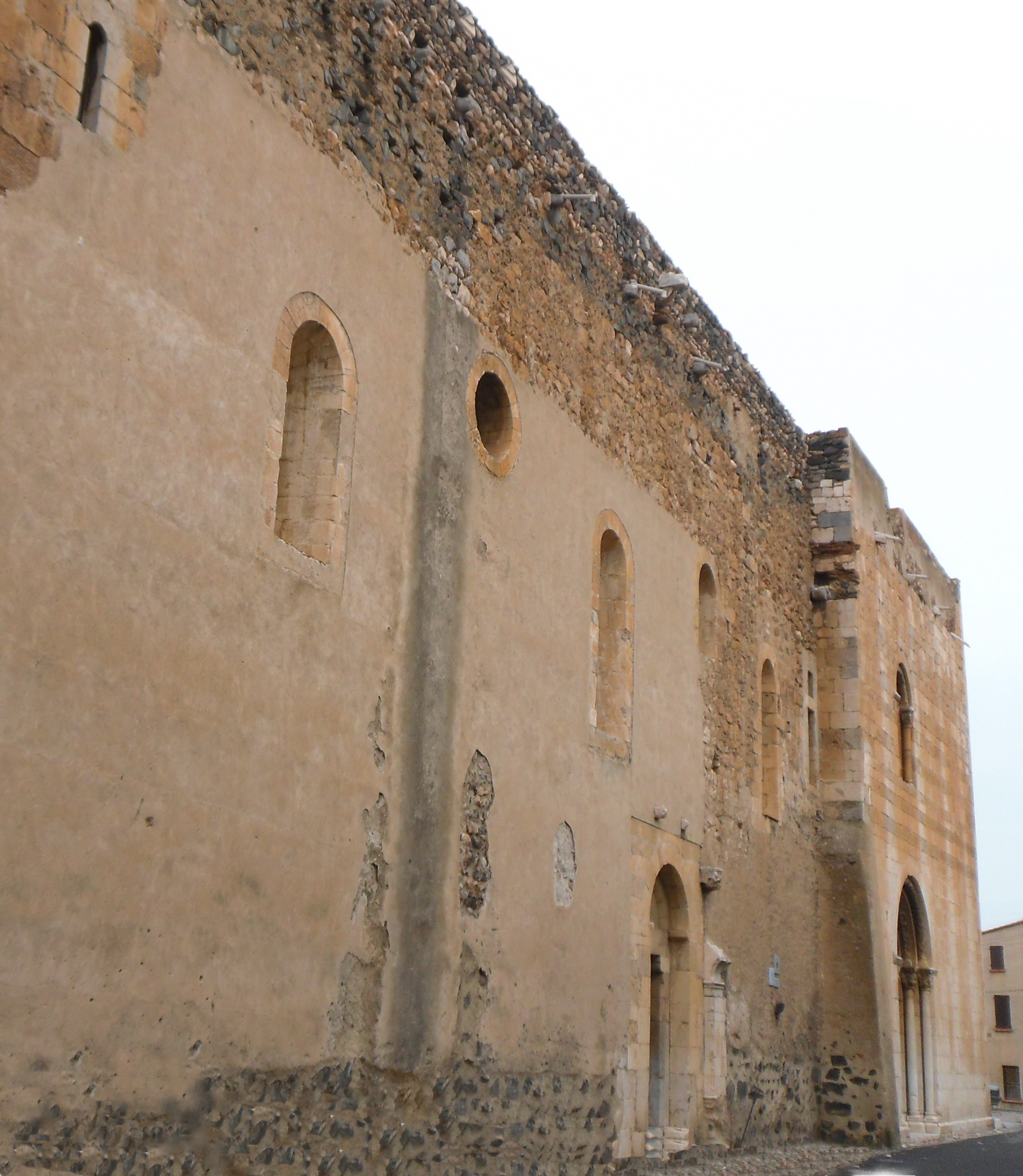